# 예멘 리알

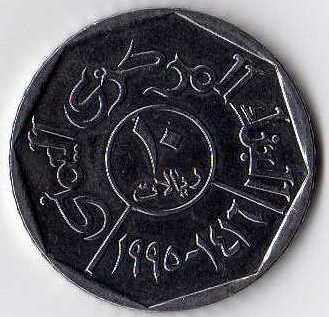

예멘 리알 또는 예멘 리얄은 예멘의 통화이다. 1 리알은 100 필스로 나뉘나, 필스 동전들은 예멘의 통일 이후 발행되지 않고 있다.

## 역사
1990년 통일 이후 변혁기 동안 남예멘과 북예멘의 화폐는 공통적으로 통용되었다. 북예멘의 리알과 남예멘의 디나르가 그것으로서 당시 1 디나르는 26 리알과 같았다고 한다. 이후 1996년 6월 11일 디나르의 유통이 중단되었다. 사실 3년 전에 예멘 공화국의 첫 동전이 발행되기 시작하였다. 1990년 5월 22일자로 대 미달러 환율이 1:12.01 리얄로 급격하게 떨어졌다.

## 동전
통일 당시 북예멘의 동전은 1, 5, 25, 50 필스(fils)와 1 리알이었다. 그러나 이와 같은 통화 분류는 통용이 사실상 이뤄지지 못하면서 이후 거의 사라지게 되었다. 1993년 새로운 동전이 출범하면서 1, 5 리알만이 남게 된다. 1995년 10 리알, 2004년 20 리알짜리 동전이 생겼다.

## 지폐
예멘 중앙은행이 통일 당시 발행하던 지폐는 1, 5, 10, 20, 50, 100 리알이었다. 1993년 1, 5 리알 지폐가 동전으로 바뀌었고 10 리알도 동전으로 1995년 대체되었다. 이듬해 200 리알 지폐가 도입되었으며 1997년에는 1,000 리알이 도입되었다. 20 리알 지폐는 2004년 동전으로 대체되었다.
| 현재 유통되고 있는 지폐 | 현재 유통되고 있는 지폐 | 현재 유통되고 있는 지폐 | 현재 유통되고 있는 지폐 | 현재 유통되고 있는 지폐 | 현재 유통되고 있는 지폐 |
| 그림                    | 그림                    | 가치                    | 색                      | 설명                    | 설명                    |
| 앞면                    | 뒷면                    | 가치                    | 색                      | 앞면                    | 뒷면                    |
| ----------------------- | ----------------------- | ----------------------- | ----------------------- | ----------------------- | ----------------------- |
|                         |                         | 50 리알                 | 올리브 그린             |                         |                         |
|                         |                         | 100 리알                | 보라색                  |                         |                         |
|                         |                         | 200 리알                | 녹색                    |                         |                         |
|                         |                         | 500 리알                | 파란색                  |                         |                         |
|                         |                         | 1,000 리알              | 분홍색 & 녹색           |                         |                         |

## 같이 보기
- 예멘의 경제

## 참고 문헌
- Krause, Chester L. and Clifford Mishler (1991). Standard Catalog of World Coins: 1801-1991, 18th ed., Krause Publications. ISBN 0-87341-150-1.
- Pick, Albert (1994). Standard Catalog of World Paper Money: General Issues, Colin R. Bruce II and Neil Shafer (editors), 7th ed., Krause Publications. ISBN 0-87341-207-9.